# Bolgari
Bolgari (en rus: Болгары) és un poble de l'óblast de Vladímir, a Rússia, segons el cens del 2010 tenia 7 habitants. Pertany al districte municipal de Sóbinka.